# Тейлортаун (Північна Кароліна)
Тейлортаун (англ. Taylortown) — місто (англ. town) в США, в окрузі Мур штату Північна Кароліна. Населення — 634 особи (2020).

## Географія
Тейлортаун розташований за координатами 35°12′53″ пн. ш. 79°29′29″ зх. д. / 35.21472° пн. ш. 79.49139° зх. д. (35.214787, -79.491283).  За даними Бюро перепису населення США в 2010 році місто мало площу 3,44 км², уся площа — суходіл.

## Демографія
Згідно з переписом 2010 року, у місті мешкали 722 особи в 303 домогосподарствах у складі 202 родин. Густота населення становила 210 осіб/км².  Було 350 помешкань (102/км²).
Расовий склад населення:
| - 65,0 % — чорних або афроамериканців - 32,0 % — білих - 0,8 % — азіатів - 0,4 % — корінних американців |

До двох чи більше рас належало 1,4 %. Частка іспаномовних становила 1,0 % від усіх жителів.
За віковим діапазоном населення розподілялося таким чином: 22,0 % — особи молодші 18 років, 62,3 % — особи у віці 18—64 років, 15,7 % — особи у віці 65 років та старші. Медіана віку мешканця становила 43,8 року. На 100 осіб жіночої статі у місті припадало 83,7 чоловіків;  на 100 жінок у віці від 18 років та старших — 82,2 чоловіків також старших 18 років.
Середній дохід на одне домашнє господарство  становив 41 463 долари США (медіана — 27 500), а середній дохід на одну сім'ю — 47 989 доларів (медіана — 41 250). Медіана доходів становила 40 897 доларів для чоловіків та 30 580 доларів для жінок. За межею бідності перебувало 39,6 % осіб, у тому числі 47,6 % дітей у віці до 18 років та 30,1 % осіб у віці 65 років та старших.
Цивільне працевлаштоване населення становило 497 осіб. Основні галузі зайнятості: роздрібна торгівля — 22,5 %, освіта, охорона здоров'я та соціальна допомога — 20,5 %, мистецтво, розваги та відпочинок — 20,3 %.